# Eucharia festivella
Eucharia festivella är en fjärilsart som beskrevs av Embrik Strand 1919. Eucharia festivella ingår i släktet Eucharia och familjen björnspinnare. Inga underarter finns listade i Catalogue of Life.